# Typhlops vermicularis
Typhlops vermicularis este o specie de șerpi din genul Typhlops, familia Typhlopidae, descrisă de Daudin 1803. Conform Catalogue of Life specia Typhlops vermicularis nu are subspecii cunoscute.